# Golf (jeu vidéo)
Pour les articles homonymes, voir Golf (homonymie).
Golf (ゴルフ) est un jeu vidéo de golf sorti en 1984, développé et édité par Nintendo. Le personnage principal est parfois identifié comme Mario, bien qu'il soit de taille plus grande.

## Système de jeu
Le joueur principal porte une chemise blanche et des chaussures avec un pantalon bleu et utilise une balle blanche, tandis que le second joueur porte une chemise rouge et des chaussures avec un pantalon noir et utilise une balle rouge.
L’utilisateur doit d’abord décider de jouer en un seul coup ou en sélectionnant le double jeu en stroke play ou en match play . L'utilisateur est ensuite placé au départ du premier trou avec un total de dix-huit à jouer. Ce fut le premier jeu de golf à comporter une barre de puissance / précision pour balancer le club. La méthode de la barre de puissance a été utilisée dans la plupart des jeux de golf depuis.

## Commercialisation
Il est également possible de jouer à ce jeu dans Animal Crossing sur GameCube.
Le jeu devient disponible à partir du 4 juillet 2024 sur le service Nintendo Switch Online.

## Postérité
Neuf des dix-huit trous présents dans Golf ont été recréés en 3D pour Wii Sports.
En 2008, le personnage principal, sous le nom d'Ossan (une façon familière de désigner un homme d'âge moyen en japonais), joue un rôle important dans l'intrigue de Captain Rainbow.
En 2017, une équipe de hackers découvre que la Nintendo Switch intègre une émulation du jeu. L'intégration cachée de ce jeu est perçue comme un omamori, un porte-bonheur hommage à Satoru Iwata, PDG de Nintendo décédé en 2015.